# بام كوك
بام كوك (بالإنجليزية: Pam Cook)‏ هي مُنظرة سينمائية ‏ بريطانية، ولدت في 6 يناير 1943 في فارنبوروغ في المملكة المتحدة.

## وصلات خارجية
- باميلا كوك على موقع IMDb (الإنجليزية)